# بوب بينيت (سياسي)
بوب بينيت (بالإنجليزية: Bob Bennett)‏ هو شخصية أعمال وسياسي أمريكي، ولد في 18 سبتمبر 1933 في سولت ليك في الولايات المتحدة، وتوفي في 4 مايو 2016 في واشنطن العاصمة في الولايات المتحدة بسبب سرطان البنكرياس. حزبياً، نشط في الحزب الجمهوري.

## مناصب
- في انتخابات مجلس الشيوخ في الولايات المتحدة 1992 [الإنجليزية]‏، انتخب عضو مجلس الشيوخ الأمريكي عن دائرة Utah ‏ وقد انضم خلال فترته النيابية [الإنجليزية]‏ (5 يناير 1993 – 3 يناير 1995)  للكتلة البرلمانية الحزب الجمهوري.
- في انتخابات مجلس الشيوخ في الولايات المتحدة 1992 [الإنجليزية]‏، انتخب عضو مجلس الشيوخ الأمريكي عن دائرة Utah ‏ وقد انضم خلال فترته النيابية [الإنجليزية]‏ (3 يناير 1995 – 3 يناير 1997)  للكتلة البرلمانية الحزب الجمهوري.
- في انتخابات مجلس الشيوخ في الولايات المتحدة 1992 [الإنجليزية]‏، انتخب عضو مجلس الشيوخ الأمريكي عن دائرة Utah ‏ وقد انضم خلال فترته النيابية [الإنجليزية]‏ (3 يناير 1997 – 3 يناير 1999)  للكتلة البرلمانية الحزب الجمهوري.
- في انتخابات مجلس الشيوخ في الولايات المتحدة 1998 [الإنجليزية]‏، انتخب عضو مجلس الشيوخ الأمريكي عن دائرة Utah ‏ وقد انضم خلال فترته النيابية (6 يناير 1999 – 3 يناير 2001)  للكتلة البرلمانية الحزب الجمهوري.
- في انتخابات مجلس الشيوخ في الولايات المتحدة 1998 [الإنجليزية]‏، انتخب عضو مجلس الشيوخ الأمريكي عن دائرة Utah ‏ وقد انضم خلال فترته النيابية [الإنجليزية]‏ (3 يناير 2001 – 3 يناير 2003)  للكتلة البرلمانية الحزب الجمهوري.
- في انتخابات مجلس الشيوخ في الولايات المتحدة 1998 [الإنجليزية]‏، انتخب عضو مجلس الشيوخ الأمريكي عن دائرة Utah ‏ وقد انضم خلال فترته النيابية [الإنجليزية]‏ (3 يناير 2003 – 3 يناير 2005)  للكتلة البرلمانية الحزب الجمهوري.
- في انتخابات مجلس الشيوخ في الولايات المتحدة 2004 [الإنجليزية]‏، انتخب عضو مجلس الشيوخ الأمريكي عن دائرة Utah ‏ وقد انضم خلال فترته النيابية [الإنجليزية]‏ (4 يناير 2005 – 3 يناير 2007)  للكتلة البرلمانية الحزب الجمهوري.
- في انتخابات مجلس الشيوخ في الولايات المتحدة 2004 [الإنجليزية]‏، انتخب عضو مجلس الشيوخ الأمريكي عن دائرة Utah ‏ وقد انضم خلال فترته النيابية [الإنجليزية]‏ (3 يناير 2007 – 3 يناير 2009)  للكتلة البرلمانية الحزب الجمهوري.
- في انتخابات مجلس الشيوخ في الولايات المتحدة 2004 [الإنجليزية]‏، انتخب عضو مجلس الشيوخ الأمريكي عن دائرة Utah ‏ وقد انضم خلال فترته النيابية [الإنجليزية]‏ (3 يناير 2009 – 3 يناير 2011)  للكتلة البرلمانية الحزب الجمهوري.
- انتخب رئيس مجلس الإدارة (1988 – ).
- انتخب الرئيس التنفيذي (1984 – 1992).
- انتخب مدير.
- انتخب عضو مجلس الشيوخ الأمريكي عن دائرة يوتا (3 يناير 1993 – 3 يناير 2011).